# 2e étape du Tour d'Espagne 2018
La 2e étape du Tour d'Espagne 2018 se déroule le 26 août 2018, entre Marbella et Caminito del Rey, sur un parcours de 163,5 kilomètres.

## Résultats

### Classement de l'étape
| \| Classement de l'étape \| Classement de l'étape \| Classement de l'étape \| Classement de l'étape \| Classement de l'étape \| \| Coureur \| Coureur \| Pays \| Équipe \| Temps \| \| --------------------- \| --------------------- \| --------------------- \| ------------------------- \| --------------------- \| \| 1er \| Alejandro Valverde \| Espagne \| Movistar Team \| 4 h 13 min 01 s \| \| 2e \| Michał Kwiatkowski \| Pologne \| Team Sky \| + 0 s \| \| 3e \| Laurens De Plus \| Belgique \| Quick-Step Floors \| + 3 s \| \| 4e \| Wilco Kelderman \| Pays-Bas \| Team Sunweb \| + 3 s \| \| 5e \| George Bennett \| Nouvelle-Zélande \| LottoNL-Jumbo \| + 3 s \| \| 6e \| Tony Gallopin \| France \| AG2R La Mondiale \| + 3 s \| \| 7e \| Emanuel Buchmann \| Allemagne \| Bora-Hansgrohe \| + 3 s \| \| 8e \| Rigoberto Urán \| Colombie \| EF Education First-Drapac \| + 3 s \| \| 9e \| Nairo Quintana \| Colombie \| Movistar Team \| + 3 s \| \| 10e \| Thibaut Pinot \| France \| Groupama-FDJ \| + 3 s \| |                    |                  |                           |                 |
| |                    |                  |                           |                 |
| Source : ProCyclingStats |                    |                  |                           |                 |
| Classement de l'étape |                    |                  |                           |                 |
| Coureur | Coureur            | Pays             | Équipe                    | Temps           |
| 1er | Alejandro Valverde | Espagne          | Movistar Team             | 4 h 13 min 01 s |
| 2e | Michał Kwiatkowski | Pologne          | Team Sky                  | + 0 s           |
| 3e | Laurens De Plus    | Belgique         | Quick-Step Floors         | + 3 s           |
| 4e | Wilco Kelderman    | Pays-Bas         | Team Sunweb               | + 3 s           |
| 5e | George Bennett     | Nouvelle-Zélande | LottoNL-Jumbo             | + 3 s           |
| 6e | Tony Gallopin      | France           | AG2R La Mondiale          | + 3 s           |
| 7e | Emanuel Buchmann   | Allemagne        | Bora-Hansgrohe            | + 3 s           |
| 8e | Rigoberto Urán     | Colombie         | EF Education First-Drapac | + 3 s           |
| 9e | Nairo Quintana     | Colombie         | Movistar Team             | + 3 s           |
| 10e | Thibaut Pinot      | France           | Groupama-FDJ              | + 3 s           |

## Classements à l'issue de l'étape

### Classement général
| \| Classement général \| Classement général \| Classement général \| Classement général \| Classement général \| \| Coureur \| Coureur \| Pays \| Équipe \| Temps \| \| ------------------ \| ------------------ \| ------------------ \| ------------------ \| ------------------ \| \| 1er \| Michał Kwiatkowski \| Pologne \| Team Sky \| 4 h 22 min 40 s \| \| 2e \| Alejandro Valverde \| Espagne \| Movistar Team \| + 14 s \| \| 3e \| Wilco Kelderman \| Pays-Bas \| Team Sunweb \| + 25 s \| \| 4e \| Laurens De Plus \| Belgique \| Quick-Step Floors \| + 28 s \| \| 5e \| Ion Izagirre \| Espagne \| Bahrain-Merida \| + 30 s \| \| 6e \| Fabio Felline \| Italie \| Trek-Segafredo \| + 30 s \| \| 7e \| Emanuel Buchmann \| Allemagne \| Bora-Hansgrohe \| + 32 s \| \| 8e \| Tony Gallopin \| France \| AG2R La Mondiale \| + 33 s \| \| 9e \| Nairo Quintana \| Colombie \| Movistar Team \| + 33 s \| \| 10e \| Bauke Mollema \| Pays-Bas \| Trek-Segafredo \| + 35 s \| |                    |           |                   |                 |
| |                    |           |                   |                 |
| Source : ProCyclingStats |                    |           |                   |                 |
| Classement général |                    |           |                   |                 |
| Coureur | Coureur            | Pays      | Équipe            | Temps           |
| 1er | Michał Kwiatkowski | Pologne   | Team Sky          | 4 h 22 min 40 s |
| 2e | Alejandro Valverde | Espagne   | Movistar Team     | + 14 s          |
| 3e | Wilco Kelderman    | Pays-Bas  | Team Sunweb       | + 25 s          |
| 4e | Laurens De Plus    | Belgique  | Quick-Step Floors | + 28 s          |
| 5e | Ion Izagirre       | Espagne   | Bahrain-Merida    | + 30 s          |
| 6e | Fabio Felline      | Italie    | Trek-Segafredo    | + 30 s          |
| 7e | Emanuel Buchmann   | Allemagne | Bora-Hansgrohe    | + 32 s          |
| 8e | Tony Gallopin      | France    | AG2R La Mondiale  | + 33 s          |
| 9e | Nairo Quintana     | Colombie  | Movistar Team     | + 33 s          |
| 10e | Bauke Mollema      | Pays-Bas  | Trek-Segafredo    | + 35 s          |

| Classement par points | Classement par points | Classement par points | Classement par points | Classement par points |
| Coureur               | Coureur               | Pays                  | Équipe                | Points                |
| --------------------- | --------------------- | --------------------- | --------------------- | --------------------- |
| 1er                   | Michał Kwiatkowski    | Pologne               | Team Sky              | 40 pts                |
| 2e                    | Rohan Dennis          | Australie             | BMC Racing Team       | 25 pts                |
| 3e                    | Alejandro Valverde    | Espagne               | Movistar Team         | 25 pts                |
| 4e                    | Wilco Kelderman       | Pays-Bas              | Team Sunweb           | 20 pts                |
| 5e                    | Laurens De Plus       | Belgique              | Quick-Step Floors     | 16 pts                |
| 6e                    | Victor Campenaerts    | Belgique              | Lotto-Soudal          | 16 pts                |
| 7e                    | Nélson Oliveira       | Portugal              | Movistar Team         | 14 pts                |
| 8e                    | George Bennett        | Nouvelle-Zélande      | LottoNL-Jumbo         | 12 pts                |
| 9e                    | Dylan van Baarle      | Pays-Bas              | Team Sky              | 12 pts                |
| 10e                   | Tony Gallopin         | France                | AG2R La Mondiale      | 10 pts                |

| Classement par points | Classement par points | Classement par points | Classement par points | Classement par points |
| Coureur               | Coureur               | Pays                  | Équipe                | Points                |
| --------------------- | --------------------- | --------------------- | --------------------- | --------------------- |
| 1er                   | Michał Kwiatkowski    | Pologne               | Team Sky              | 40 pts                |
| 2e                    | Rohan Dennis          | Australie             | BMC Racing Team       | 25 pts                |
| 3e                    | Alejandro Valverde    | Espagne               | Movistar Team         | 25 pts                |
| 4e                    | Wilco Kelderman       | Pays-Bas              | Team Sunweb           | 20 pts                |
| 5e                    | Laurens De Plus       | Belgique              | Quick-Step Floors     | 16 pts                |
| 6e                    | Victor Campenaerts    | Belgique              | Lotto-Soudal          | 16 pts                |
| 7e                    | Nélson Oliveira       | Portugal              | Movistar Team         | 14 pts                |
| 8e                    | George Bennett        | Nouvelle-Zélande      | LottoNL-Jumbo         | 12 pts                |
| 9e                    | Dylan van Baarle      | Pays-Bas              | Team Sky              | 12 pts                |
| 10e                   | Tony Gallopin         | France                | AG2R La Mondiale      | 10 pts                |

| Classement de la montagne | Classement de la montagne | Classement de la montagne | Classement de la montagne  | Classement de la montagne |
| Coureur                   | Coureur                   | Pays                      | Équipe                     | Points                    |
| ------------------------- | ------------------------- | ------------------------- | -------------------------- | ------------------------- |
| 1er                       | Luis Ángel Maté           | Espagne                   | Cofidis, Solutions Crédits | 11 pts                    |
| 2e                        | Thomas De Gendt           | Belgique                  | Lotto-Soudal               | 5 pts                     |
| 3e                        | Pierre Rolland            | France                    | EF Education First-Drapac  | 4 pts                     |
| 4e                        | Alejandro Valverde        | Espagne                   | Movistar Team              | 3 pts                     |
| 5e                        | Michał Kwiatkowski        | Pologne                   | Team Sky                   | 2 pts                     |
| 6e                        | Laurens De Plus           | Belgique                  | Quick-Step Floors          | 1 pt                      |
| 7e                        | Alexis Gougeard           | France                    | AG2R La Mondiale           | 1 pt                      |

| Classement de la montagne | Classement de la montagne | Classement de la montagne | Classement de la montagne  | Classement de la montagne |
| Coureur                   | Coureur                   | Pays                      | Équipe                     | Points                    |
| ------------------------- | ------------------------- | ------------------------- | -------------------------- | ------------------------- |
| 1er                       | Luis Ángel Maté           | Espagne                   | Cofidis, Solutions Crédits | 11 pts                    |
| 2e                        | Thomas De Gendt           | Belgique                  | Lotto-Soudal               | 5 pts                     |
| 3e                        | Pierre Rolland            | France                    | EF Education First-Drapac  | 4 pts                     |
| 4e                        | Alejandro Valverde        | Espagne                   | Movistar Team              | 3 pts                     |
| 5e                        | Michał Kwiatkowski        | Pologne                   | Team Sky                   | 2 pts                     |
| 6e                        | Laurens De Plus           | Belgique                  | Quick-Step Floors          | 1 pt                      |
| 7e                        | Alexis Gougeard           | France                    | AG2R La Mondiale           | 1 pt                      |

| Classement du combiné | Classement du combiné | Classement du combiné | Classement du combiné      | Classement du combiné |
| Coureur               | Coureur               | Pays                  | Équipe                     | Points                |
| --------------------- | --------------------- | --------------------- | -------------------------- | --------------------- |
| 1er                   | Michał Kwiatkowski    | Pologne               | Team Sky                   | 7 pts                 |
| 2e                    | Alejandro Valverde    | Espagne               | Movistar Team              | 9 pts                 |
| 3e                    | Laurens De Plus       | Belgique              | Quick-Step Floors          | 15 pts                |
| 4e                    | Pierre Rolland        | France                | EF Education First-Drapac  | 153 pts               |
| 5e                    | Alexis Gougeard       | France                | AG2R La Mondiale           | 165 pts               |
| 6e                    | Luis Ángel Maté       | Espagne               | Cofidis, Solutions Crédits | 195 pts               |

| Classement du combiné | Classement du combiné | Classement du combiné | Classement du combiné      | Classement du combiné |
| Coureur               | Coureur               | Pays                  | Équipe                     | Points                |
| --------------------- | --------------------- | --------------------- | -------------------------- | --------------------- |
| 1er                   | Michał Kwiatkowski    | Pologne               | Team Sky                   | 7 pts                 |
| 2e                    | Alejandro Valverde    | Espagne               | Movistar Team              | 9 pts                 |
| 3e                    | Laurens De Plus       | Belgique              | Quick-Step Floors          | 15 pts                |
| 4e                    | Pierre Rolland        | France                | EF Education First-Drapac  | 153 pts               |
| 5e                    | Alexis Gougeard       | France                | AG2R La Mondiale           | 165 pts               |
| 6e                    | Luis Ángel Maté       | Espagne               | Cofidis, Solutions Crédits | 195 pts               |

| Classement par équipes | Classement par équipes                   | Classement par équipes | Classement par équipes |
| Équipe                 | Équipe                                   | Pays                   | Temps                  |
| ---------------------- | ---------------------------------------- | ---------------------- | ---------------------- |
| 1re                    | Sky                                      | Royaume-Uni            | 13 h 09 min 03 s       |
| 2e                     | Bora-Hansgrohe                           | Allemagne              | + 48 s                 |
| 3e                     | Quick-Step Floors                        | Belgique               | + 50 s                 |
| 4e                     | Trek-Segafredo                           | États-Unis             | + 56 s                 |
| 5e                     | Movistar Team                            | Espagne                | + 1 min 05 s           |
| 6e                     | Astana                                   | Kazakhstan             | + 1 min 41 s           |
| 7e                     | EF Education First-Drapac p/b Cannondale | États-Unis             | + 1 min 45 s           |
| 8e                     | Mitchelton-Scott                         | Australie              | + 2 min 01 s           |
| 9e                     | Dimension Data                           | Afrique du Sud         | + 2 min 18 s           |
| 10e                    | UAE Team Emirates                        | Émirats arabes unis    | + 2 min 31 s           |

| Classement par équipes | Classement par équipes                   | Classement par équipes | Classement par équipes |
| Équipe                 | Équipe                                   | Pays                   | Temps                  |
| ---------------------- | ---------------------------------------- | ---------------------- | ---------------------- |
| 1re                    | Sky                                      | Royaume-Uni            | 13 h 09 min 03 s       |
| 2e                     | Bora-Hansgrohe                           | Allemagne              | + 48 s                 |
| 3e                     | Quick-Step Floors                        | Belgique               | + 50 s                 |
| 4e                     | Trek-Segafredo                           | États-Unis             | + 56 s                 |
| 5e                     | Movistar Team                            | Espagne                | + 1 min 05 s           |
| 6e                     | Astana                                   | Kazakhstan             | + 1 min 41 s           |
| 7e                     | EF Education First-Drapac p/b Cannondale | États-Unis             | + 1 min 45 s           |
| 8e                     | Mitchelton-Scott                         | Australie              | + 2 min 01 s           |
| 9e                     | Dimension Data                           | Afrique du Sud         | + 2 min 18 s           |
| 10e                    | UAE Team Emirates                        | Émirats arabes unis    | + 2 min 31 s           |